# 川上光正
川上 光正（かわかみ みつまさ）は、ヨガ・瞑想・呼吸法・潜在心理学・精神哲学の指導者、精神世界・スピリチュアル系の著作家。長崎県出身。

## 略歴
- 長崎県平戸市にて生まれる。
- 1972年（昭和47年） - IFBB国際ボディビル連盟ミスタージャパンで総合優勝。世界大会で入賞。
- 1983年（昭和58年） - 全インド文化協会より日本人初『ヨガサムラット（ヨガの王）』の称号を受賞。
- 1998年（平成10年） - サンフランシスコ州立大学エリック・ペパー博士と共同研究開始。瞑想や呼吸気法をバイオフィードバックで測定。
- 2002年（平成14年）3月 - 「AAPB定期大会」（ラスベガス）に招聘されている。
  - 10月 - カナダヨーク大学スー・ウィルソン教授より招聘されヨガ瞑想などの講義やワークショップを行う。
- 2003年（平成15年） - 岡崎国立共同研究機構（現国立自然科学研究機構・生理学研究所）柿木隆介教授との共同研究。
- 2005年（平成17年）2月 - ベルギーで開催の「第9回BBFE定期大会」に招聘されている。
- 2006年（平成18年） - 川上流「スローヨガ」教室の全国展開を開始。

## 著書
- 川上光正論文集Ⅳ『瞑想修法学論』（株式会社A&A）
- 川上光正のソウルヒーリング 『潜在心理療法の不思議』（ルネッサンス・アイ）
- 川上光正の「川上メソッド」『経営心理コンサルティング論I』（株式会社A&A）
- 川上光正 共同研究論文集『ヨガマスターの瞑想における脳内検証』（株式会社A&A）
- 川上光正論文集III『ヨガ修法学論』（株式会社A&A）
- 川上光正論文集II『ヨガ健康学論』（ブイツーソリューション）
- 川上光正論文集I『潜在心理学論』（サンスカラ研究所）
- 『あなたが輝くヨガ』（現代書林）
- 『心もからだもキレイにやせる』（現代書林）
- 『ヨガ葉根菜食メニュー』（ビジネス社）
- 『ヨガで生み出す超能力』（徳間書店）
- 『ヨガで引き出す潜在能力開発』（徳間書店）
- 『リーダーの精神哲学』（サンスカラ）
- 『魂の意識体』（史輝出版）

## DVD
- 『Slow Yoga - Body, MIND&SOUL』